# Arnaldo Faivro Busato

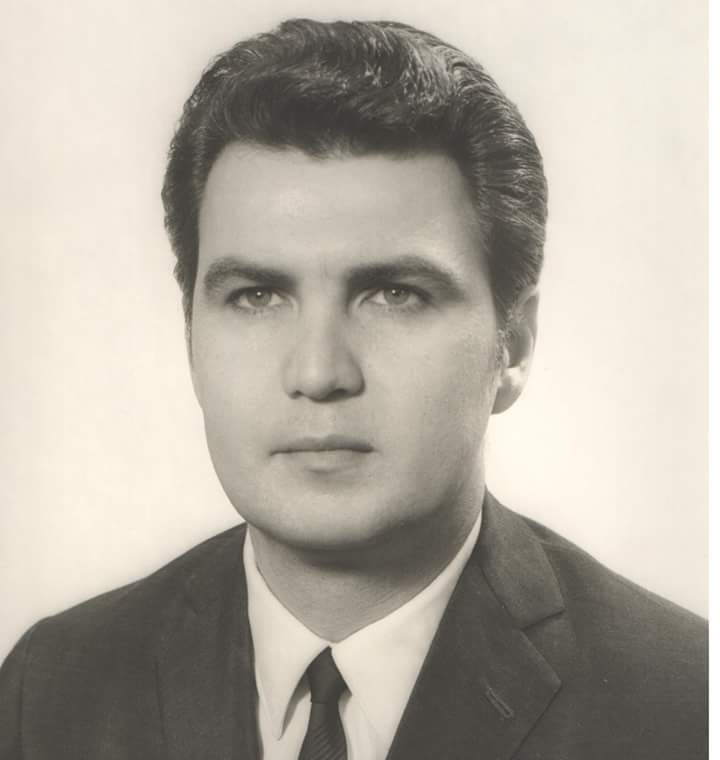
Médico e Politico Brasileiro

Arnaldo Faivro Busato (Jáu, 19 de maio de 1934 - Curitiba, 1 de março de 1980).
Formado em medicina pela UFPR em 1957, foi considerado um dos políticos mais carismáticos da história do Paraná. Começou em 1962, quando foi eleito Deputado Estadual, obtendo naquela oportunidade a 5ª maior votação do Estado. Em 1966 foi reeleito Deputado Estadual, sendo o mais votado. Em 1970 foi eleito Deputado Federal, sendo novamente o mais votado do Estado, reelegendo-se Deputado Federal em 1974. Em 1978 voltou a Câmara Federal com impressionantes 118.818 votos.
Exerceu funções de alta relevância em vários setores da administração. Foi Secretário da Saúde por duas ocasiões, nos Governos de Paulo Pimentel e de Jayme Canet. Recebeu vários prêmios por sua gestão e títulos de cidadania honorária, entre os quais o de Palmas, Coronel Vivida, Salto do Lontra, entre outros.
Uma de suas frases prediletas, quando exercia o cargo de Secretário da Saúde era: "Saúde não é um privilégio. É um direito humano". Na condução da pasta da Saúde, Busato, e sua brilhante equipe, inovaram, realizando inéditas campanhas imunizatórias por todo o Estado, como a da varíola, meningite, dentre outras. Mesmo com estradas precárias, aparelhos e tecnologia arcaicos, levaram adiante várias campanhas, para todos os municípios paranaenses, erradicando doenças insediosas da época.[carece de fontes?]
Foi decisivo na emancipação de vários municípios do Paraná. Faleceu vitima de um câncer em 1 de março de 1980.